# Alkalmazott Földtudományi Klaszter
Az Alkalmazott Földtudományi Klaszter – Kelet-Közép-Európában egyedüliként – koncentrálja a tudományág ismereteit, kutatásait, fejlesztéseit. A globális tudományos életben és a versenyszférában egyaránt presztízzsel és nemzetközi referenciákkal, hosszú távú együttműködő partnerekkel rendelkező klasztertagok együttesen teljes körű szolgáltatást tudnak nyújtani a megrendelőiknek.
A klaszter 2011-ben alapult 18 alapító tag összefogásával, jelenleg 32 tagot számlál, melyek közül 18 SME, 2 független tanácsadó, 2 non-profit szervezet és 8 oktatási/kutatási intézmény.
A világszerte egyre gyakoribbá váló szélsőséges időjárási viszonyok, természeti és ipari katasztrófák hatására mind sürgetőbbé válik a lehetséges megelőzés kötelezővé tétele. Ezen a ponton tudnak az alkalmazott földtudományok terén folyó kutatások, innováció, szolgáltatások megnyugtató, kockázatot kiszűrő, csökkentő, illetve előre jelezhető megoldásokat ajánlani.

## Szolgáltatásai
- Az AFK klasztertagok által egyenként és együttesen is ajánlott szolgáltatások a környezettudatos gazdálkodás szerves részét képezik.
- Szénhidrogén kutatás;
- Geotermikus kutatás;
- Megújuló és nem megújuló energiahordozók kutatása;
- Nyersanyagkutatás;
- Széndioxid-elhelyezés;
- Radioaktív-hulladék hosszútávú biztonságos elhelyezése;
- Építőipar szakterületén a földtani folyamatokra visszavezethető problémák (például belvízproblémák, löszfal-omlások) megelőzése, kármentesítés;
- Környezetgazdálkodás és a mezőgazdaság egyes ágazatait (például üvegházi termelés) érintő problematikákra is megoldást nyújt.

Az AFK menedzsmentje a klaszter és a klasztertagok exportlehetőségei feltárása szempontjából két nagy termékkörrel foglalkozik:
- műszerek, berendezések exportja és
- komplex kutatási infrastruktúra szolgáltatási tevékenységeinek exportja.